# Федянин, Артём Александрович
Артем Александрович Федянин (род. 25 апреля 1994, Зябровка, Гомельская область) — белорусский футболист, полузащитник.

## Карьера
Воспитанник гомельского футбола. Выступает на позиции центрального и опорного полузащитников. В 2011 году в возрасте 17 лет дебютировал за дублирующий состав ФК «Гомель». В 2012 году стал основным игроком дубля, сыграл 28 матчей, забил 1 гол и отдал 1 голевую передачу. В сезоне 2012 года вместе в партнерами по команде стал победителем первенства дублирующих составов команд Высшей Лиги.
В январе 2013 года вместе с другими игроками «золотого дубля» был переведён в основную команду ФК «Гомель». 13 апреля 2013 года дебютировал за основную команду «Гомеля» в матче Высшей Лиги против солигорского «Шахтёра» (1:0), выйдя на замену в добавленной время.
В марте 2014 года был отдан в аренду клубу Первой лиги «Речица-2014». Летом закрепился в стартовом составе. В декабре 2014 года по окончании аренды вернулся в «Гомель». В феврале 2015 года продлил контракт с клубом.
В сезоне 2015 выступал преимущественно за дубль «Гомеля», за основную команду провёл всего 4 матча. В марте 2016 года пополнил состав «Гомельжелдортранса», однако в апреле покинул клуб, так и не выйдя на поле. Попал в заявку гомельского ДСК во Второй лиге, но команда снялась с чемпионата. В мае 2016 года присоединился к светлогорскому «Химику».
В апреле 2017 года стал игроком «Осиповичей». С 11 голами стал лучшим бомбардиром команды в сезоне. В январе 2018 года пополнил состав дебютанта Высшей лиги — клуба «Смолевичи». Закрепился в основе, сначала чаще выходил на замену, позднее стал появляться в стартовом составе. Играл за команду и в сезоне 2019.
В январе 2020 года покинул «Смолевичи» и вскоре стал игроком речицкого «Спутника». Сначала выходил на замену, позднее закрепился в стартовом составе команды и помог ей выйти в Высшую лигу. В феврале 2021 года продлил контракт со «Спутником». В апреле не играл из-за травмы, после вернул место в основе.
В июле 2021 года, после того как «Спутник» снялся с Высшей лиги, перешёл в могилёвский «Днепр», где закрепился в основе. В январе 2022 года покинул клуб, некоторое время тренировался с «Гомелем», однако вскоре подписал новое соглашение с «Днепром». Сезон 2022 года футболист провёл вместе с клубом в Высшей Лиге. В январе 2023 года покинул клуб.
В феврале 2023 года футболист тренировался вместе с гомельским клубом «Бумпром», с которым вскоре подписал полноценный контракт. В декабре 2023 года футболист покинул гомельский клуб.

## Достижения
«Спутник» Речица
- Победитель Первой лиги: 2020